# Phyllodistomum bufonis
Phyllodistomum bufonis är en plattmaskart. Phyllodistomum bufonis ingår i släktet Phyllodistomum och familjen Gorgoderidae. Inga underarter finns listade i Catalogue of Life.